# لوئیجی پاستی
لوئیجی پاستی (انگلیسی: Luigi Pasetti؛ زادهٔ ۹ سپتامبر ۱۹۴۵) بازیکن فوتبال اهل ایتالیا است.
از باشگاه‌هایی که در آن بازی کرده‌است می‌توان به باشگاه فوتبال یوونتوس، باشگاه فوتبال بولونیا، باشگاه فوتبال پیاچنزا، باشگاه فوتبال آ.ث. میلان، باشگاه فوتبال پالرمو، و باشگاه فوتبال اسپال اشاره کرد.